# IC 3280
IC 3280 је спирална галаксија у сазвјежђу Дјевица која се налази на листи објеката дубоког неба у Индекс каталогу.
Деклинација објекта је + 13° 14' 0" а ректасцензија 12h 24m 26,9s. Привидна величина (магнитуда) објекта IC 3280 износи 14,1 а фотографска магнитуда 14,9. IC 3280 је још познат и под ознакама MCG 2-32-30, CGCG 70-54, VCC 729, PGC 40372.